# Fluß ohne Wiederkehr
Fluß ohne Wiederkehr (Originaltitel: River of No Return) ist ein US-amerikanischer Western von Otto Preminger nach einer Vorlage von Louis Lantz aus dem Jahre 1954. In den Hauptrollen spielen Robert Mitchum und Marilyn Monroe.

## Handlung
Der Nordwesten der USA im Jahre 1875: Matt Calder, der wegen eines Mordes im Gefängnis saß, hat sich eine neue Existenz als Farmer aufgebaut. Er kommt in eine provisorisch aus Zelten aufgebaute Goldgräber-Stadt, um seinen neunjährigen Sohn Mark zu sich zu holen, dessen Mutter gestorben ist. Die Sängerin Kay hatte sich in der Zwischenzeit seiner angenommen.
Etwas später leben Matt und Mark auf ihrer Farm am „Fluss ohne Wiederkehr“. Matt rettet die Sängerin Kay und ihren Liebhaber, den Glücksspieler Harry Weston, die mit einem Floß auf den gefährlichen Stromschnellen des Flusses in die nächstgelegene Stadt Council City unterwegs sind, um dort eine Goldmine registrieren zu lassen. Weil sich die Fahrt auf dem Floß als zu gefährlich erwiesen hat, schlägt Harry Calder nieder und raubt dessen Pferd und das Gewehr für die Weiterreise. Matt bleibt bewusstlos liegen und Kay weigert sich, ihn einfach seinem Schicksal zu überlassen. Sie bleibt auf der Farm, während Weston ihr verspricht, nach Registrierung der Goldmine dorthin zurückzukehren.
Als Indianer die Farm angreifen, müssen sich Matt, Mark und Kay auf das Floß retten. Ihre Fahrt auf dem wilden Fluss wird wieder lebensgefährlich. Während eines Nachtlagers wird Mark von einem Puma bedroht. Während Matt mit dem Tier kämpft, taucht der Goldsucher Colby auf und erschießt die Großkatze. Colby hatte die Mine im Glücksspiel an Harry Weston verloren. Da der Goldsucher Kay Avancen macht, gerät Matt in Streit mit ihm und prügelt sich mit ihm. Er besiegt Colby und kann dessen Gewehr an sich nehmen. Während der weiteren Floßfahrt werden sie wiederholt von Indianern angegriffen, können die Angriffe aber abwehren, weil sie jetzt Gewehr und Munition besitzen. Immer wieder kommt es auch zu Spannungen zwischen Matt und Kay, besonders in der Frage, wie Matt nach seiner Ankunft in Council City mit Weston umgehen soll.
In der Stadt angekommen will Matt Harry Weston zur Rechenschaft ziehen. Als letzterer im Begriff ist, den unbewaffneten Matt zu töten, erschießt der kleine Mark den Spieler von hinten. Kay bleibt nur noch die Möglichkeit, im örtlichen Saloon wieder als Sängerin zu arbeiten. Da aber Matt und Kay im Laufe ihrer Flussfahrt zueinander gefunden haben, tritt er nach einer ihrer Gesangsnummern ans Klavier, ergreift Kay und trägt sie auf der Schulter zu seinem Wagen. Als sie fragt, wohin er sie bringe, entgegnet er: „Nach Hause.“

## Hintergrund
- Fluß ohne Wiederkehr wurde zum großen Teil in kanadischen Nationalparks (dem Jasper- und dem Banff-Nationalpark, dort u. a. auf dem Maligne River und dem Bow River) in CinemaScope gedreht und ist durch seine Naturaufnahmen gekennzeichnet. Die Nahaufnahmen der Floßfahrt wurden im Rückpro-Verfahren im Studio gedreht, wobei der Kontakt der Schauspieler mit dem eiskalten Wasser echt war.
- Marilyn Monroe brach sich während der Dreharbeiten ein Bein, sodass die Produktion des Films verzögert wurde. In vielen Szenen des Films sieht man Monroe nur mit verdeckten Beinen.
- Die Filmpremiere war in den USA am 30. April 1954, in Deutschland am 10. September 1954. Im deutschen Fernsehen war der Film erstmals am 14. Juli 1973 in der ARD zu sehen.[1][2]
- Während der Dreharbeiten zu dem Film wohnte Marilyn Monroe mit ihrem damaligen Ehemann, dem US-amerikanischen Baseballspieler Joe DiMaggio, im Banff Springs Hotel. An den unterhalb des Hotels gelegenen Bow Falls wurden auch Aufnahmen für den Film gemacht.
- Bis in die 1990er Jahre wurden im deutschen Fernsehen Filmkopien gezeigt, die etwa ab Filmmitte spiegelverkehrt angeklebt wurden. Erkennbar ist dies an den „verkehrt“ geknöpften Jacken der Schauspieler und zum Filmende an der Beschriftung der Gebäude. Die letzten Minuten sind wieder richtig montiert.

## Synchronisation
Die deutsche Synchronfassung entstand 1954 bei der Elite Film Franz Schroeder GmbH.
| Rolle                  | Schauspieler    | Dt. Synchronstimme |
| ---------------------- | --------------- | ------------------ |
| Matt Calder            | Robert Mitchum  | Wolfgang Lukschy   |
| Kay Weston             | Marilyn Monroe  | Margot Leonard     |
| Harry Weston           | Rory Calhoun    | Harald Juhnke      |
| Mark Calder            | Tommy Rettig    | Roland Kaiser      |
| Dave Colby, Goldsucher | Murvyn Vye      | Eduard Wandrey     |
| Sam Benson, Goldsucher | Douglas Spencer | Robert Klupp       |
| Ladenbesitzer Ben      | Don Beddoe      | Walter Werner      |
| Croupier               | Jack Mather     | Otto Czarski       |
| Händler in Zeltstadt   | Will Wright     | Erich Poremski     |
| Pfarrer in Zeltstadt   | Arthur Shields  | Alfred Balthoff    |
| Betrunkener Cowboy     | Hal Baylor      | Gerd Duwner        |

## Kritiken
Phil Hardy merkt an, der Film, Premingers einziger Western, verkörpere die für den Regisseur typische „Objektivität“, indem er sich jeglichen zuschauerlenkenden Standpunkts enthält. Mitchum und Monroe agierten „wundervoll zusammen“. Auch Joe Hembus sieht im Zusammenspiel der beiden Schauspieler „eine Partnerschaft verwandter Seelen“. Der Film sei außerdem „ein Festtag für alle, die sich auf die Ausdeutung von Symbolen verstehen“.

„Schwer zu sagen, ob nun die Landschaft oder Marilyn Monroes Schönheit die größere Attraktion von River of no return ist. Die Berglandschaft ist atemberaubend, doch Miss Monroe ist dies auf ihre Art nicht weniger. Wer nun was vorzieht, hängt allenfalls davon ab, wo die Interessen liegen. Drehbuchautor Frank Fenton hat sich alle Mühe gegeben, der Natur und Miss Monroe in etwa das gleiche Gewicht zu verleihen… Regisseur Otto Preminger hat alle Pracht und Bedrohung, die von diesen Elementen ausgeht, auf die blickfeldfüllende CinemaScope-Leinwand gebracht… Doch die Aufmerksamkeit Mr. Mitchums und des Publikums richtet sich auf Miss Monroe, die sich häufig und gerne in Pose stellt.“

„Brillant inszeniertes Western-(Melo-)Drama mit simpler, klischeehafter Handlung, das durch optimal eingesetzte Stars, attraktive Songs und vor allem durch die für ihre Zeit sensationellen CinemaScope-Landschaftsbilder (Floßfahrt) zum Kinoereignis wird.“

„In all seiner Schwülstigkeit ist ‚Fluß ohne Wiederkehr‘ dennoch beste Hollywoodunterhaltung. Außerdem ist Marilyn Monroes wunderbare Originalstimme zu hören, wenn sie ihre Songs vorträgt: ‚River of No Return‘; ‚One Silver Dollar‘ und ‚I'm Gonna File My Claim‘. Und dann wäre da ja auch noch die schöne kanadische Landschaft, die der Film präsentiert.“